# Дом-музей В. И. Ленина (Выборг)
Дом-музей В. И. Ленина — музей в Выборге, расположенный на Рубежной улице, дом 15. Одноэтажное деревянное здание внесено в реестр объектов культурного наследия.

## История
Город Выборг занимает важное место в истории русского революционного движения. В нём действовали подразделения революционных организаций, нелегально печатались и хранились большевистские газеты, листовки и другая литература. В связи с этим город посещали многие партийные работники, в том числе и находившиеся на нелегальном положении.
Руководитель партии большевиков В. И. Ленин четырежды нелегально посещал Выборг в ходе Революции 1905—1907 годов, а в период подготовки Октябрьской революции он около двух недель в сентябре — октябре 1917 года скрывался в городе (под именем рабочего Сестрорецкого завода К. П. Иванова) от преследования властей, руководя партийной работой по непосредственной подготовке восстания.
Приехав из Гельсингфорса в сопровождении депутата Эверта Хуттунена (главного редактора местной рабочей газеты), В. И. Ленин после кратковременного пребывания в его жилище 24 сентября 1917 года поселился в квартире другого финского журналиста-социал-демократа, Юхо Латукки, в небольшом деревянном домике на окраине Выборга, принадлежавшем Туомасу Хайконену, мастеру керамического завода. В доме было две квартиры: Хайконен жил в квартире из двух комнат и кухни, а его зять, Латукка, — в квартире из комнаты, маленькой кухни и прихожей. По приезде Ленина Латукка с семьёй перебрался в квартиру тестя.
Каждый день в семь часов утра Ленин садился за письменный стол, много и напряжённо работал. Ежедневно к 11 часам утра Ю. Латукка доставлял ему газеты, телеграммы и другую корреспонденцию. Доставкой петроградской почты занимался служивший в Выборгском почтамте писатель Кёсси Ахмала, впоследствии расстрелянный белофиннами.
В Выборге В. И. Ленин написал более десяти работ («Из дневника публициста. Ошибки нашей партии», «Кризис назрел», «Удержат ли большевики государственную власть?», «Задачи нашей партии в Интернационале» и др.), регулярно обмениваясь корреспонденцией с петроградскими революционерами. Все работы объединены общей идеей завоевания государственной власти как ближайшей задачи партии. А 7 октября, переодевшись лютеранским пастором, Ленин отправился из Выборга в Петроград в сопровождении Эйно Рахья.
Позднее, в 1918 году, уже в качестве главы правительства Ленин дважды принимал Юхо Латукку в Кремле.
После советско-финской войны (1941—44) в 1948 году на стене бывшего дома Хайконена была установлена памятная доска (в 1977 году обновлена) с текстом:

«В этом доме в сентябре — октябре 1917 года нелегально жил и работал В. И. Ленин. Отсюда он руководил большевистской партией и подготовкой вооружённого восстания».
А в октябре 1958 года в доме был открыт музей. В комнате, где жил революционер, с помощью родственников Ю. Латукки, передавших музею ряд подлинных вещей, воссоздана мемориальная обстановка. Две другие комнаты были отведены под документальную экспозицию, посвящённую теоретической и организационной деятельности В. И. Ленина в период подготовки Октябрьского вооружённого восстания.
В ходе реставрационных работ в 1972 году мемориальному музею возвращён тот вид, который дом имел в 1917 году: снята поздняя дощатая обшивка, железная крыша заменена толевой, восстановлены в прежнем виде фундамент и каменная ограда. В 1960-е — 1980-е годы в ходе масштабного жилищного строительства домов по типовым проектам была уничтожена большая часть малоэтажной деревянной застройки южного микрорайона Выборга. Но территория вокруг дома-музея получила статус охранной зоны, вследствие чего небольшой участок Рубежной улицы с постройками конца XIX — начала XX века и земельными участками, окружающими музей, сохранился без изменений.
В 1974 году во дворе дома-музея установлен бюст Ленина работы скульптора В. И. Хмары. Поблизости в 2013 году установлен памятник ленинскому соратнику М. И. Калинину работы Б. В. Едунова, перенесённый с площади Выборгских Полков.
В советское время в музее традиционно проводились встречи молодёжи с ветеранами, церемонии приёма в пионеры, вручения комсомольских билетов, аттестатов об окончании средней школы и паспортов. После распада СССР тематика музейных экспозиций и выставок расширилась за счёт истории Выборга периода революций 1917 г. и финляндской Гражданской войны 1918 г.; истории «красных финнов», оказавшихся после поражения в гражданской войне в Советской России. Музей собирает материалы и организует выставки по истории советского Выборга 1940—1941 годов, 1940-х — 1980-х годов. Мемориальная комната сохранила свой вид с 1960-х годов.